# Dušnok
Dušnok (mađ. Dusnok) je selo u jugoistočnoj Mađarskoj.
Zauzima površinu od 57,47 km četvornih.

## Zemljopisni položaj
Nalazi se nedaleko od Aljmaša, na 46°23' sjeverne zemljopisne širine i 18°58' istočne zemljopisne dužine, u regiji Južni Alföld, 8 km južno od Miške i 10 km južno od Baćina, nekoliko kilometara istočno od Dunava.

## Upravna organizacija
Upravno pripada kalačkoj mikroregiji u Bačko-kiškunskoj županiji. Poštanski broj je 6353. Upravno mu pripada pustara Boršat (mađ. Borsoshátpuszta), a Ižačka (hrv. Izsákpuszta)., Lenes i Papföld.
Delegat Hrvatske državne samouprave u Mađarskoj za Dušnok ulazi kao predstavnik Bačke. U sastavu od ožujka 2007. je to Angela Šokac Marković.

## Stanovništvo
U Dušnoku živi 3396 stanovnika (2008.). Pored Mađara, u selu žive i Hrvati, kojih je 25% te Nijemci i Romi kojih je oboje od 1%.

### Hrvati u Dušnoku
U Dušnoku se nalazi i jedinica hrvatske manjinske samouprave u Mađarskoj koja je uspostavljena 1994. Dušnočki, kao i baćinski Hrvati pripadaju skupini podunavskih Hrvata, govore slavonskim dijalektom hrvatskog jezika, koji je staroštokavsko narječje ekavskog govora. Na ovo područje su doselili u 16. stoljeću iz Slavonije. Dušnočki Hrvati se još nazivaju i rackim Hrvatima
O njima je pisao dr Marin Mandić, a u povijesti je zabilježeno da se znameniti subotički Hrvat Ilija Kujundžić bio skrbio za duhovni život tamošnjeg stanovništva, posebice Hrvata, a velika je bila i uloga isusovca, bunjevačkog Hrvata iz Čavolja, Petra Pančića, koji je svoje učenike odgajao u hrvatskom i katoličkom duhu.

### Kultura
U Dušnoku djeluje Hrvatsko kulturno-prosvjetno društvo "Dušnok", koje je osnovano 11. svibnja 2000. zbog očuvanja hrvatske kulture i narodnih običaja za mladi naraštaj.
Na blagdan Duhova, racki Hrvati održavaju svoju duhovsku manifestaciju koja traje dva dana, Racke Duhove odnosno Racke Pinkusde (od 1993.). Ostale značajne manifestacije su Racko prelo, Ivanjdan, 20. kolovoza, Berbena svečanost te Veliko racko prelo.
Hrvati iz Dušnoka i Baćina na dan svete Ane hodočaste u Čikuzdu u kapelicu sv. Ane.
2003. su Dušnok i selo Trnjani kod Slavonskog Broda uspostavili prijateljske veze.

### Obrazovanje
Školovanje na hrvatskom jeziku za hrvatsku manjinu je kao i u Aljmašu, Baji, Baćinu, Bikiću i Kaćmaru, je organizirano tako, da se hrvatski jezik predaje kao predmet i to 4 odnosno 5 sati tjedno, i to u nižim razredima (1. – 4.).

## Vanjske poveznice
- (mađ.) Dusnok  Arhivirana inačica izvorne stranice od 20. listopada 2008. (Wayback Machine)
- Hrvatski glasnik  Arhivirana inačica izvorne stranice od 12. ožujka 2016. (Wayback Machine) Dušnočanke, 7. lipnja 2007. (PDF)
- Migracijske i etničke teme, br. 1/2003.  Arhivirana inačica izvorne stranice od 15. ožujka 2008. (Wayback Machine) Josip Lisac: Slavonski dijalekt: između autohtonosti i utjecaja
- (engl.) Dušnok na fallingrain.com